# The Ob6sions
The Ob6sions, ook Ob6sions, is een Nederlands jazzkwartet. De band werd opgericht door drummer Victor de Boo nadat hij door NPO Radio 6 gevraagd werd om een huisband op te richten en muzikaal te leiden voor het wekelijkse liveprogramma Mijke's Middag van presentatrice Mijke van Wijk. Tijdens het programma speelde de band zowel covers als eigen werk. Gasten van het programma werden uitgenodigd om samen met de band muziek te maken.
In 2012 verscheen hun debuutalbum First takes. In 2014 verzorgde de band een optreden tijdens Jazzdag.

## Ontvangst en belang
Volgens Jan Jasper Tamboer van Jazzenzo is de band in staat om artiesten beter te laten klinken wanneer zij optreden met The Ob6sions dan wanneer zij in hun eigen band spelen. Dankzij het album werd de band in 2013 genomineerd voor een Edison Jazzism Publieksprijs die uiteindelijk gewonnen werd door Ruben Hein. Meerdere malen verkoos Van Wijk een optreden van de band in haar programma op NPO Radio 6 als Ambassador's Choice in het blad Jazzism.